# Logistics (film)
Logistics è un film del 2012 diretto da Erika Magnusson e Daniel Andersson. Con una durata di 857 ore (35 giorni e 17 ore) risulta essere il film più lungo mai distribuito.

## Trama
Il film è un documentario sperimentale che mostra lo spostamento di un contapassi in nave all'interno di un container in tempo reale (appunto più di 35 giorni).